# Сегвей

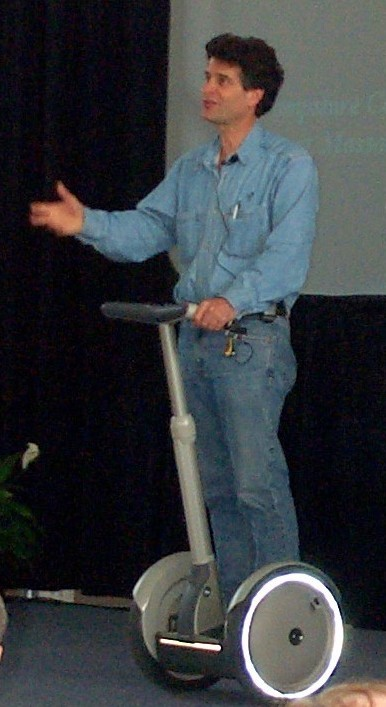
Дин Кеймен

Сегве́й (англ. Segway) — электрическое самобалансирующееся транспортное средство с двумя колёсами, расположенными по обе стороны от водителя, внешне напоминающее колесницу. Изобретено Дином Кейменом. Название фирмы производителя, перенесённое и на само транспортное средство, происходит от музыкального термина «се́гве» (итал. segue [ˈsegwe], что в переводе означает «следуй, иди за»).
Первые экспериментальные образцы сегвея имели кодовое название «Ginger» и именно под этим названием появились первые сведения об устройстве в интернете.

## Конструкция
Два колеса сегвея расположены соосно. Сегвей автоматически балансируется при изменении положения корпуса ездока: для этой цели используется система индикаторной стабилизации: сигналы с гироскопических и жидкостных датчиков наклона поступают на микропроцессоры, которые вырабатывают электрические сигналы, воздействующие на двигатели и управляющие их движениями. Каждое колесо сегвея приводится во вращение своим электродвигателем, реагирующим на изменения равновесия машины.
При наклоне тела водителя вперёд, сегвей начинает катиться вперёд, при увеличении же угла наклона тела ездока скорость самоката увеличивается. При отклонении корпуса назад самокат замедляет движение, останавливается или катится задним ходом. Руление в первой модели происходит с помощью поворотной рукоятки, в новых моделях — качанием колонки влево-вправо.
Сегвей развивает скорость около 50 км/ч и имеет собственную массу около 40 кг (без батареи), его ширина 60 см, а допустимая нагрузка — 140 кг. Аккумулятор обеспечивает пробег до 39 км. В зависимости от модели эти показатели могут варьироваться. Специально для оснащения ими сегвея разработаны компактные, но достаточно мощные (2 л. с.) электродвигатели. Каждый из них через редуктор связан со своим колесом. Самокат может двигаться не только по асфальту, но и по грунту.
На разработку сегвея, представленного публике в 2001 году, изобретатель затратил около десяти лет.

## Применение

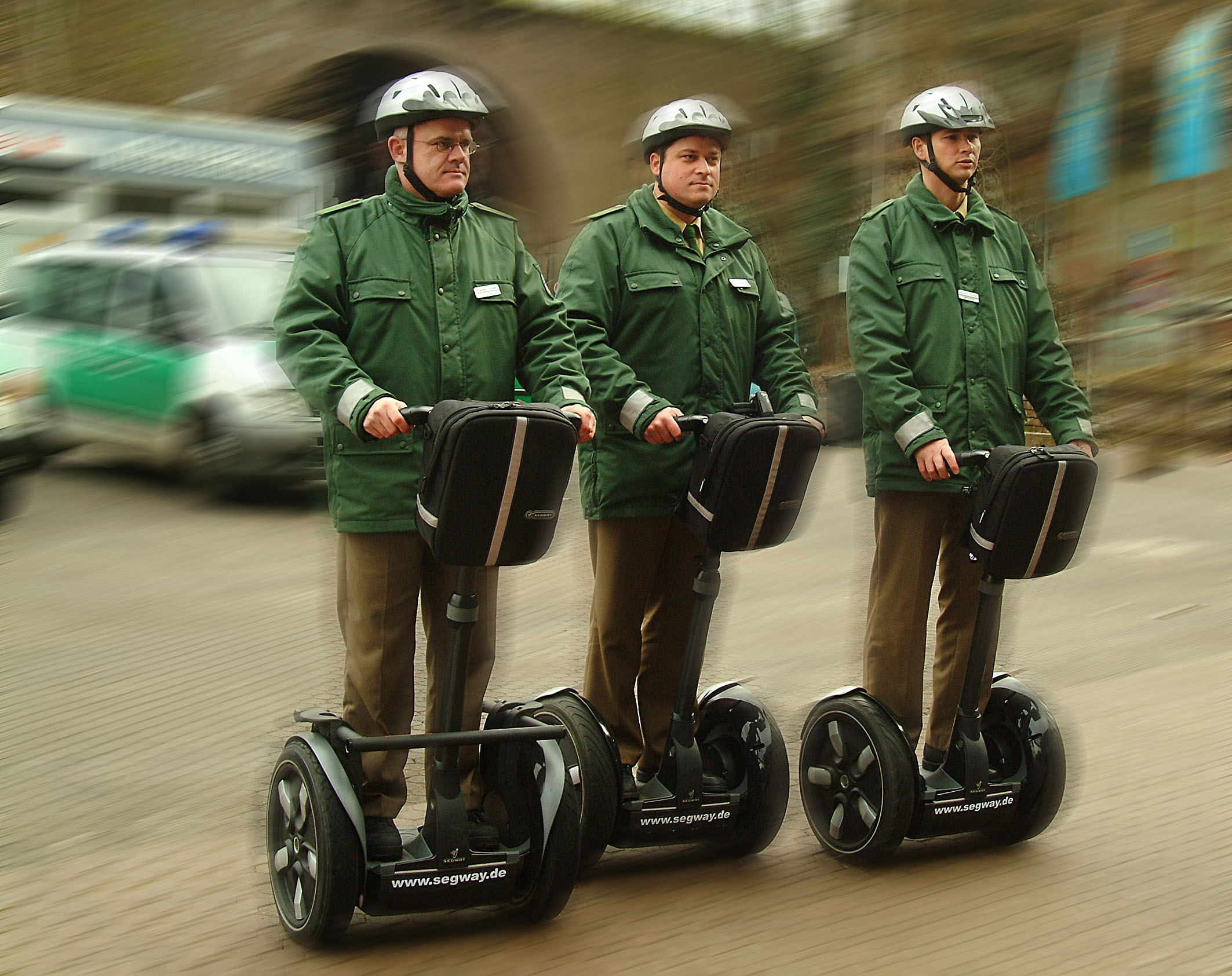
Немецкая полиция на сегвеях

Сегодня в США сегвеи используют почтовые работники, игроки в гольф и многие другие. Патрульные полицейские оценили в сегвеях скорость, манёвренность и высоту; «сегвейная» полиция похожа на конную и применяется там, где конь не вписывается, а толпу сдерживать не нужно (например, в аэропортах). Опытные операторы «Стэдикам» используют сегвеи для быстрого передвижения по съёмочной площадке без тряски. Концепция «города без автомобилей» популярна среди некоторых интеллектуалов в США, которые видят автомобиль как устройство, вредное для природы и общества в целом, и поэтому идея передвижения по городу на электросамокате была воспринята в СМИ с большим энтузиазмом. Однако достаточно высокая стоимость устройства, сравнимая с ценой дешёвого автомобиля, привела к постепенному спаду интереса к устройству среди публики. Кроме того, более примитивные варианты устройства — без гироскопической стабилизации и с четырьмя колёсами — доступны за четверть цены сегвея.
В России сегвеи используется полицией в Набережных Челнах и Москве (Сад имени Баумана, музей-заповедник Царицыно).
Компания «SuperSegway», занимающаяся продажей и прокатом сегвеев, собрала в Армении ансамбль, исполняющий танцы на них. Обе руки «сегвейного танцора» свободны, управление идёт коленями.

## Сегвей на дорогах общего пользования
Сегвей не вписывается в современную дорожную сеть: его водитель на проезжей части подвергается опасности, а на тротуаре ставит в опасность пешеходов. Поэтому существуют законы, ограничивающие их использование (в разных странах они различаются).
В ряде штатов США приняты законы, разрешающие езду на сегвеях по тротуарам. Ожидается, что рост цен на бензин приведёт к дальнейшему увеличению их продаж. Организации, защищающие права пешеходов в США, также восприняли нововведение без энтузиазма из-за опасности превращения тротуаров в дороги для средств индивидуальной мобильности, что ничего, кроме вреда для пешеходов, не принесёт.
В других странах:
- Разрешены: во многих странах мира, кроме см. «запрещены».
- Приравниваются к пешеходам: Венгрия, Франция, Чехия.
- Приравниваются к велосипедам, прежде всего там, где есть отдельные велосипедные дорожки: Люксембург, Швеция[8], земля Саар в Германии.
- Приравниваются к мотоколяскам (а, значит, разрешены определённым категориям людей): Нидерланды, большая часть Канады.
- Считаются мопедами (то есть должны быть оборудованы номерными знаками и полным набором внешних световых приборов, водителям требуется определённый возраст, водительские права для мопедов и ОСАГО — что является фактическим запретом): Гонконг, Дания, Германия, Нидерланды, Швейцария, Япония.
- Фактически запрещены более ранними законами: Австралия, Великобритания, Новая Зеландия[9].
- Прямо запрещены: исторический центр Праги, пешеходный бульвар в Батуми.

В некоторых странах с развитой велосипедной инфраструктурой (например, в Германии) на стадии рассмотрения находятся законы, приравнивающие Segway самокат к велосипедам.

## Самодельный сегвей
Появление сегвея не могло не задеть любителей техники. Начались попытки делать самобалансирующегося робота — и даже полноразмерные самобалансирующиеся транспортные средства, способные перевозить человека. Например, на сайте Тревора Блэквелла в юмористическом ключе описана «разница между „Роллс-Ройсом“ и „Фордом Т“»:
Двигатель
Сегвей: Бесколлекторные сервомоторы с неодимовыми магнитами, «самые мощные для таких габаритов и веса, когда-либо запущенные в массовое производство».
Мой самокат: Обычные мотор-редукторы постоянного тока, широко применяемые в инвалидных колясках…
Канадец Бен Гулак построил действующий по принципу сегвея электрический уницикл Uno с двумя колёсами, расположенными очень близко друг к другу . он развивает скорость до 40 км/ч и поэтому может ездить по дорогам общего пользования. Из органов управления только тумблер «вкл/выкл», уницикл управляется наклонами тела.
Ещё одно устройство, основанное на той же технологии, но обладающее всего лишь одним колесом, представлено изобретателем из Словении Александром Полутником (Aleksander Polutnik). Это моторизованный одноколёсный велосипед Enicycle. Enicycle оснащен электрической батареей, рассчитанной на время работы около 3 часов, и электромотором, встроенным в единственное колесо. За балансом в седле следит гироскоп и подвеска — амортизатор с пружиной. Принцип управления точно такой же, как и у сегвея.

## Происшествия
27 сентября 2010 года 62-летний миллионер Джими Хеселден, владелец компании Segway, погиб во время поездки на сегвее. Он не справился с управлением и сорвался с обрыва в реку Варф (Великобритания).

## В искусстве
- Американский документальный фильм Хантера Уикса «10 миль в час» и др.
- В 2009 году вышел фильм «Шопо-коп» где играет главную роль исполняет Кевин Джеймс, он играет полицейского Пола Бларта в торговом центре на своём сегвее.